# Michael Meyenburg

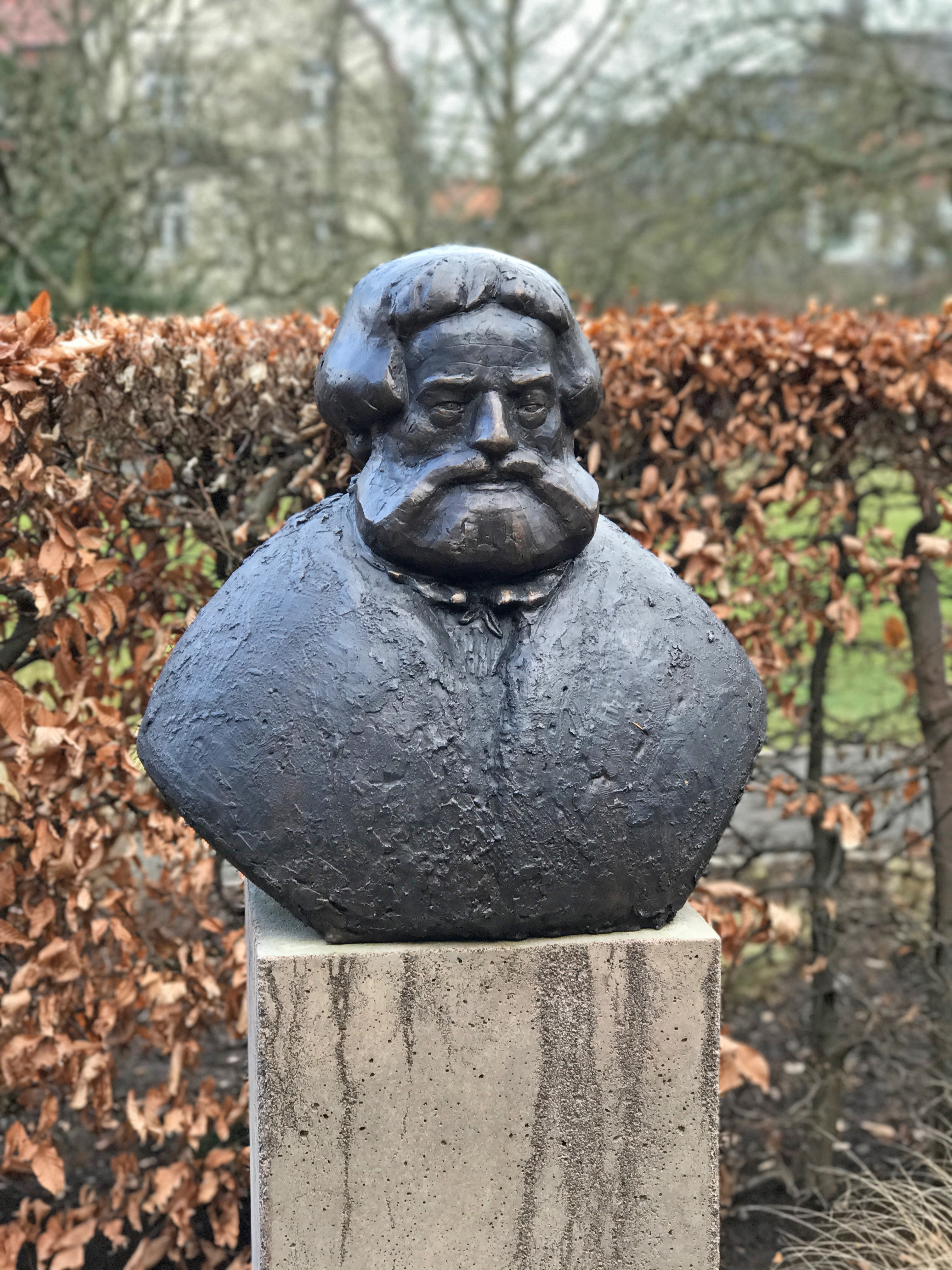
Büste von Michael Meyenburg, von Peter Genßler, am Kunsthaus Meyenburg, aufgestellt im September 2016

Michael Meyenburg, auch Michel Meienburg, geb. Leyer oder Liser (* um 1491 in Marktsteinach; † 13. November 1555 in Nordhausen), war ein der Reformation nahestehender Bürgermeister der Reichsstadt Nordhausen.

## Leben

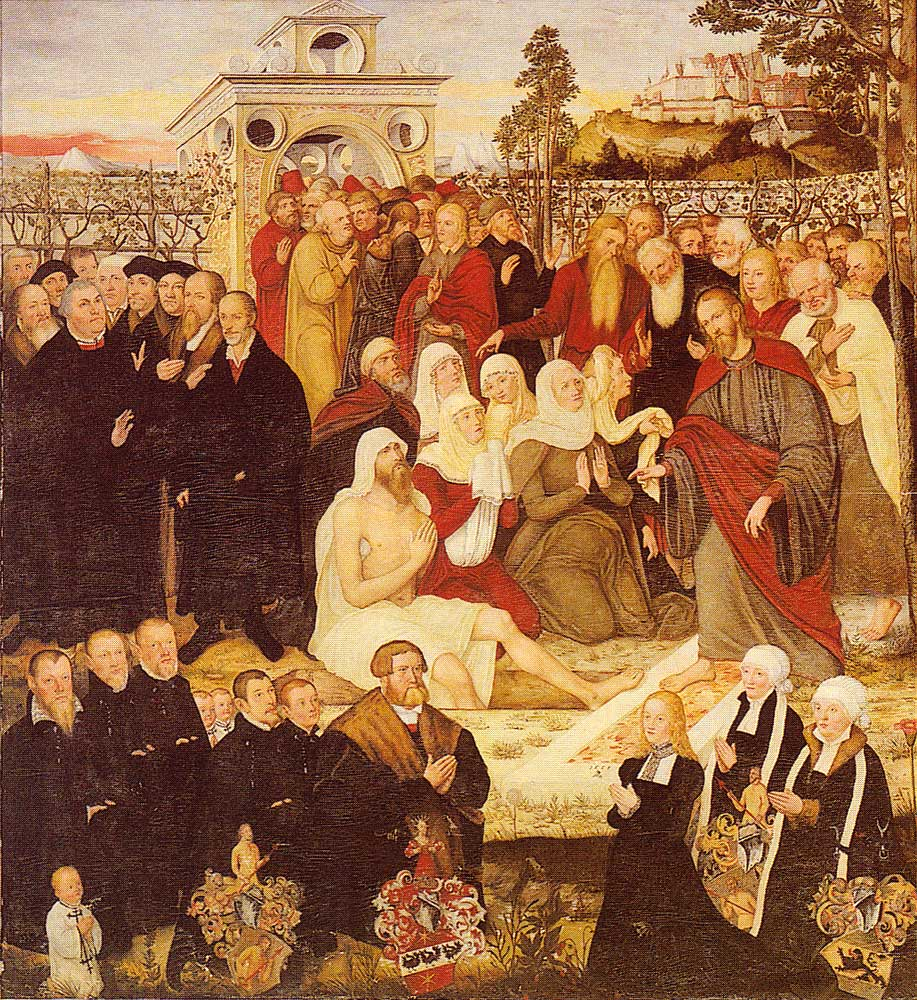
Lucas Cranach der Jüngere: Epitaph für Michael Meyenburg in Nordhausen, datiert 1558. Im Vordergrund Meyenburg mit Familie, dahinter die Auferweckung des Lazarus sowie Personen der Reformation.

Nach einem Studium der Rechtswissenschaften an der Universität Erfurt von 1506 bis 1509 wurde Michael Meyenburg Stadtschreiber in Nordhausen und stieg dort bis zum Bürgermeister auf. Schon frühzeitig schloss er sich den Ideen Martin Luthers an und schloss Freundschaften zu Justus Jonas und Philipp Melanchthon, mit dem er regen Briefkontakt pflegte.
In seiner amtlichen Tätigkeit genoss er auch das Vertrauen der Vertreter der umliegenden Reichsstädte Mühlhausen und Goslar, die er auf Kreis-, Reichs- und Städtetagen und bei mehreren Prozessen vor dem Reichskammergericht vertrat. Persönlich zu finanziellem Reichtum gelangt, konnte er mehrere Geldanleihen tätigen, so etwa an die Grafen zu Stolberg.
Als Oberstadtschreiber baute er 1523 in Nordhausen ein Haus, das mit Porträts von Humanisten und Reformatoren und mit Versen von Eobanus Hessus geschmückt war. Das hierfür nötige Geld bezog er aus dem Kupferhandel. Meyenburg war Gesellschafter der gräflich-mansfeldischen Kupferhütte an der Steinach und hatte einen Anteil an diesem Unternehmen, der bei seinem Tod auf 27.880 Gulden berechnet wurde.
1524 trug er den Ratsbeschluss zur Einführung der Reformation in Nordhausen ins Ratsprotokoll ein.
Im Schmalkaldischen Krieg blieb Nordhausen neutral und ersuchte den Kaiser, das Augsburger Interim auf Nordhausen nicht anzuwenden. Die Ausweisung von Juden aus Nordhausen 1551 begrüßte Meyenburg.
Nach einer Reise nach Weimar im Mai 1555 war er teilweise gelähmt. Er starb am 13. November 1555 und wurde in der St. Blasiikirche zu Nordhausen beigesetzt, woran eine Bronzetafel an deren Südfassade erinnert.

## Ehen
Ab 1524 war er mit Ursula Lachenbeck († 12. September 1529 in Nordhausen) verheiratet, mit der er Johannes und Christoph und einen weiteren früh verstorbenen Sohn hatte.
Später heiratete er Anna Reinicke, die Tochter des Mansfelder Hüttenmeisters und Freund Martin Luthers Hans Reinicke, und hinterließ die Söhne Caspar, Christoph, Hans und Michael. Seine Tochter Ursula heiratete den Berliner Bürgermeister Thomas Matthias.

## Ehrungen

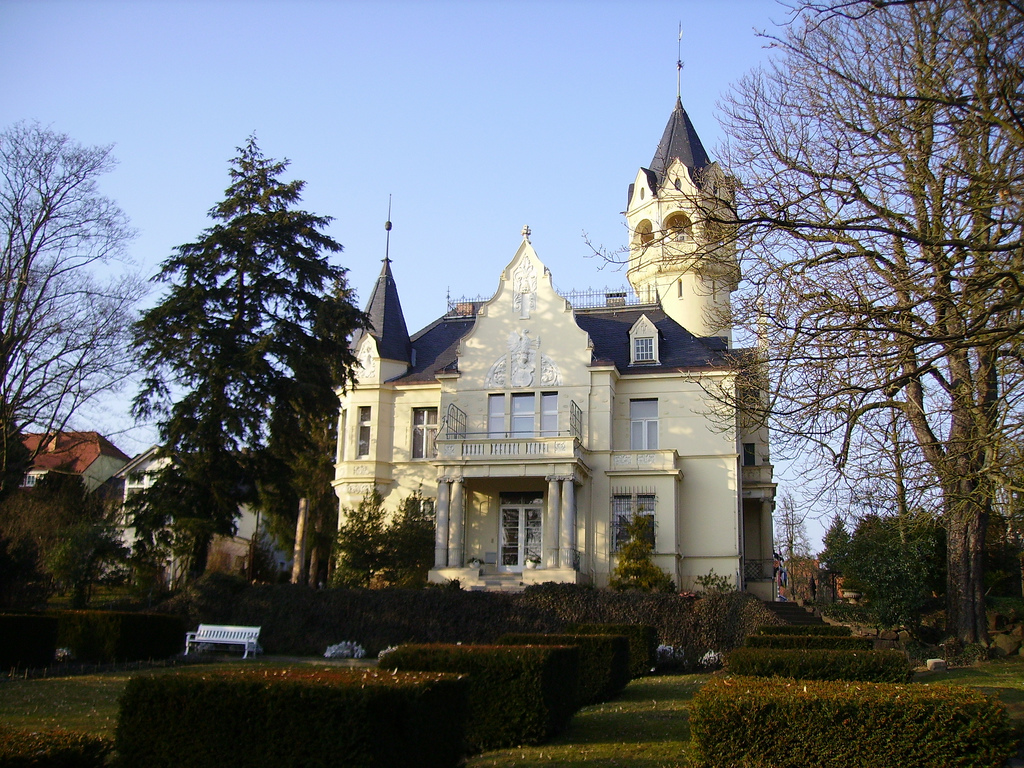
Das nach Michael Meyenburg benannte Kunsthaus Meyenburg in Nordhausen

- Kunsthaus Meyenburg Nordhausen, zuvor Meyenburg-Museum Nordhausen
- Meyenburgstraße in Nordhausen